# ISO 3166-2:TT

Subdivisions administratives de Trinité-et-Tobago.

ISO 3166-2:TT est l'entrée pour Trinité-et-Tobago dans l'ISO 3166-2, qui fait partie du standard ISO 3166, publié par l'Organisation internationale de normalisation (ISO), et qui définit des codes pour les noms des principales administration territoriales (e.g. provinces ou États fédérés) pour tous les pays ayant un code ISO 3166-1.

## Régions (9), Arrondissement (3), Villes (2) et Circonscription (1)
| Code   | Nom en anglais          | Catégorie       |
| ------ | ----------------------- | --------------- |
| TT-CTT | Couva–Tabaquite–Talparo | Région          |
| TT-DMN | Diego Martin            | Région          |
| TT-MRC | Mayaro-Rio Claro        | Région          |
| TT-PED | Penal–Debe              | Région          |
| TT-PRT | Princes Town            | Région          |
| TT-SJL | San Juan–Laventille     | Région          |
| TT-SGE | Sangre Grande           | Région          |
| TT-SIP | Siparia                 | Région          |
| TT-TUP | Tunapuna–Piarco         | Région          |
| TT-ARI | Arima                   | Arrondissement  |
| TT-CHA | Chaguanas               | Arrondissement  |
| TT-PTF | Point Fortin            | Arrondissement  |
| TT-POS | Port of Spain           | Ville           |
| TT-SFO | San Fernando            | Ville           |
| TT-TOB | Tobago                  | Circonscription |

## Historique
Historique des changements
- 27 novembre 2015 : Suppression des régions TT-ETO, TT-RCM, TT-WTO; ajout d’une région TT-MRC; ajout d’une circonscription TT-TOB; mise à jour de la Liste Source
- 24 novembre 2020 : Modification du nom de catégorie remplacer municipalité par arrondissement pour TT‐ARI, TT‐CHA, TT‐PTF; Modification du nom de catégorie remplacer municipalité par ville pour TT‐POS, TT‐SFO; Mise à jour de la Liste Source